# 陆孝彭
陆孝彭（1920年8月19日—2000年10月16日) ，中国航空专家，洪都航空工业集团飞机总设计师。

## 生平
原籍江苏常州人，1920年生于上海。1941年毕业于國立中央大学航空工程系。
1942年，到成都空軍機械學校高級班學習，1943年分配到國民政府航空委員會南川第二飛機製造廠任設計員。陸孝彭先後在空軍飛機工廠工作了3年。
1945年起，先后在美国麦克唐纳飞机公司和英国格罗斯特飞机公司实习飞机设计。
1949年回国。先后担任歼教-1主管设计师、强-5主管设计师，主持歼-12的设计工作。
文化大革命开始后，被关入牛棚隔离审查8个月，1969年在周恩来的过问下解除隔离审查。
1985年，强5荣获国家科学技术进步奖特等奖。曾兼任江西省政协、科协副主席、南昌航空学院院长，为全国人大第四、五、六、七届代表，获航空金奖、全国劳动模范，1995年当选中国工程院院士。
2000年10月16日，因病医治无效，在北京逝世。

## 个人影响及评价

### 著述
- 飞机总体设计（讲义） 1974年
- 强击机低空性能的准则
- 第四代轻型歼击机研究报告